# Vandeleuria nolthenii
Vandeleuria nolthenii är en däggdjursart som beskrevs av Phillips 1929. Vandeleuria nolthenii ingår i släktet Vandeleuria, och familjen råttdjur. IUCN kategoriserar arten globalt som starkt hotad. Inga underarter finns listade.
Vuxna exemplar är 120 till 125 mm långa (huvud och bål), har en 120 till 125 mm lång svans och har cirka 20 mm långa bakfötter. Pälsen på ovansidan är liksom hos andra släktmedlemmar ljusbrun med rosa nyanser. Arten har däremot som enda släktmedlem en grå undersida.
Detta råttdjur förekommer endast i två mindre områden i centrala Sri Lanka. Arten vistas i bergstrakter mellan 1300 och 2100 meter över havet. Regionen är täckt av städsegröna bergsskogar. Individerna är främst aktiva på natten och vistas vanligen i träd. Födan utgörs antagligen av växtdelar.